# Rialto
|  | Per a altres significats, vegeu «Rialto (desambiguació)». |

Rialto és una àrea central de Venècia, Itàlia, al sestiere de San Polo. És i ha estat durant molts segles el cor financer i comercial de la ciutat. Rialto és conegut pel seu destacat mercat, així com pel monumental Pont de Rialto, que travessa el Gran Canal.

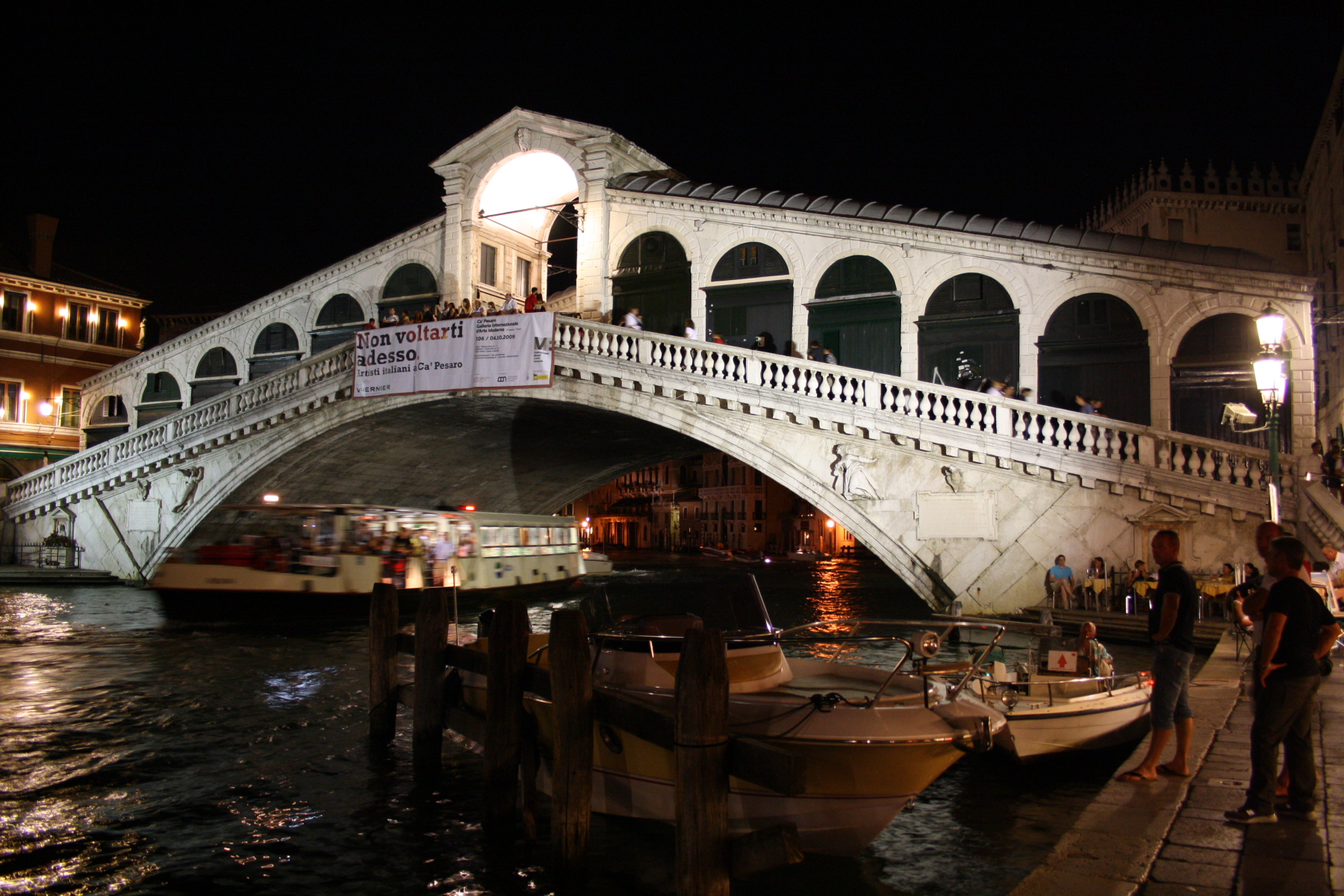
El pont de Rialto

## Història
La zona es va establir al segle ix, quan una petita àrea al mig de les Illes Realtine a banda i banda del riu Businiacus es coneixia com el Rivoaltus o el "canal alt". Eventualment, el Businiacus es va fer conegut com el Gran Canal, i el barri del Rialto, referint-se només a la zona del marge esquerre.
Rialto es va convertir en un districte important l'any 1097, quan el mercat de Venècia es va traslladar allí, i al segle següent es va instal·lar un pont de vaixells a través del Gran Canal que permetia accedir-hi. Aviat va ser substituït pel pont de Rialto.
El mercat va créixer, tant al detall com al major. S'hi van construir magatzems, inclòs el famós Fondaco dei Tedeschi a l'altre costat del pont. Mentrestant, van aparèixer botigues de productes de luxe, bancs i agències d'assegurances, i les oficines d'impostos de la ciutat estaven ubicades a la zona. L'escorxador de la ciutat també estava a Rialto.
La major part dels edificis del Rialto van ser destruïts en un incendi l'any 1514, sent l'únic edifici supervivent l'església San Giacomo di Rialto, mentre que la resta de la zona va ser reconstruïda progressivament. El Fabbriche Vechie data d'aquest període, mentre que el Fabbriche Nuove és només una mica més recent, ja que data de 1553. L'estàtua Il Gobbo di Rialto també va ser esculpida al segle xvi.
La zona segueix sent un barri molt concorregut, amb el mercat diari de les hortalisses (Erberia) i el mercat de peix del Campo della Pescheria.
Rialto també s'esmenta en obres de literatura, notablement a El mercader de Venècia de Shakespeare, on Shylock pregunta "Quines notícies hi ha a Rialto?" a l'obertura de l'acte I, Escena III i Solanio a l'Acte III Escena I, planteja la mateixa pregunta. A Sonets del Portuguès, sonet XIX, Elizabeth Barrett Browning escriu que "Rialto de l'ànima té la seva mercaderia ...".